# Kudoa chilkaensis
Kudoa chilkaensis is een microscopische parasiet uit de familie Kudoidae. Kudoa chilkaensis werd in 1951 beschreven door Tripathi. 